# Осада Арля (507—508)
Осада Арля — часть вестгото-франкской войны 507—509 годов. Во время неё союзное франкско-бургундское войско в 507—508 годах осаждало принадлежавший вестготам город Арль, но было вынуждено отступить под ударами остготов во главе с военачальником Иббой.

## Описание

### Арль в вестгото-франкско-бургундских отношениях

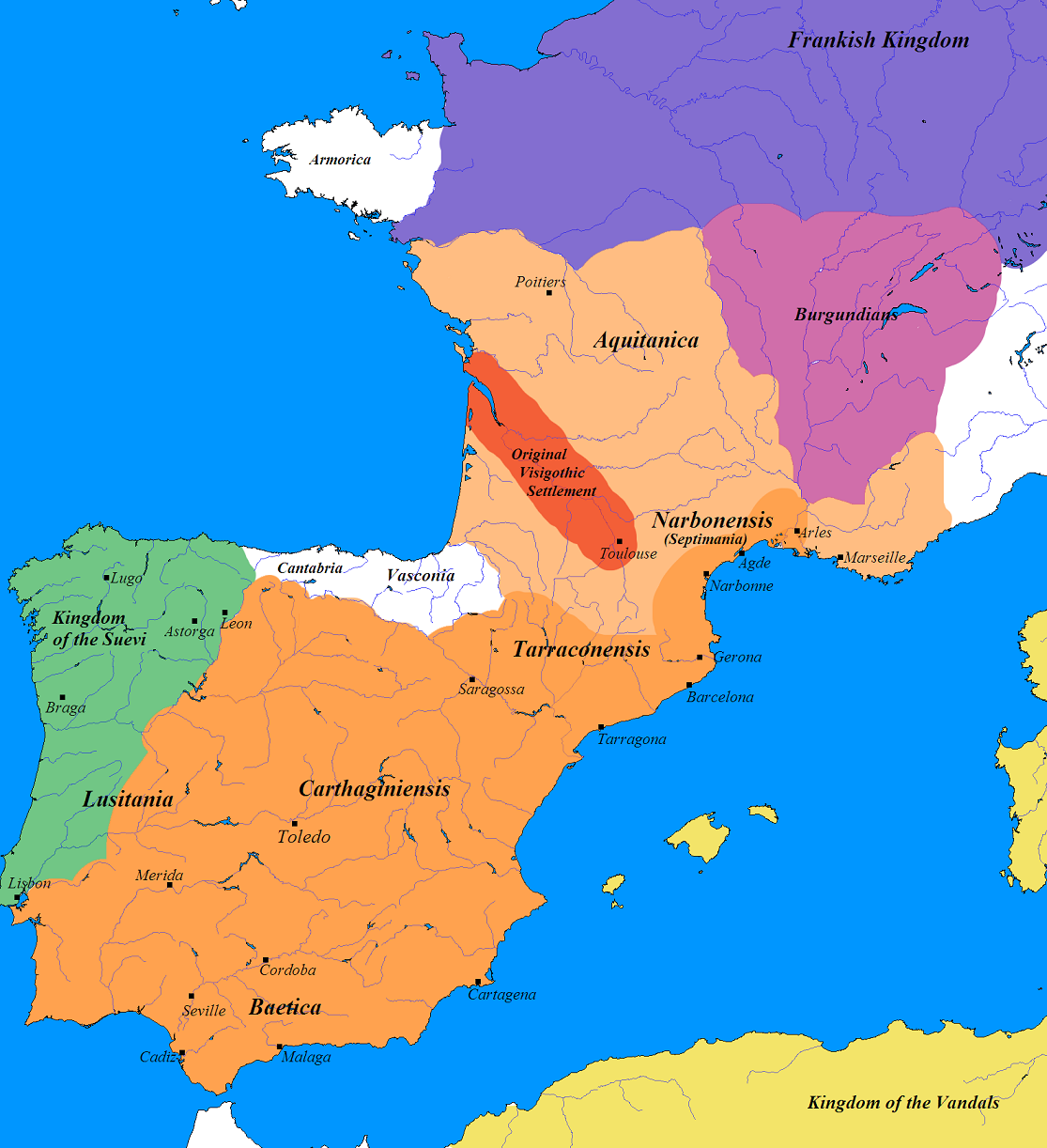
Королевство вестготов во время его наибольшего расширения (около 500 года)

После падения Западной Римской империи и взятия Арля королём Эйрихом в 476 году, галло-римский город перешёл под контроль вестготов. Здесь было установлено характерное для Вестготского королевства городское управление: расквартирован гарнизон и произведено перераспределение земель, а во главе административной и военной организации был поставлен герцог. Таким образом, в начале VI века Арль — один из наиболее крупных населённых пунктов вестготского Прованса, очень хорошо защищённый, с сильным военным гарнизоном, портовый, коммерческий и налоговый центр.
Однако Арль и его окрестности находились под постоянной угрозой нападений соседних народов — бургундов, королевство которых располагалось менее чем в пятидесяти километрах от города, и франков. По мнению историка Эдуара Баратье, Арль был взят королём бургундов Гундобадом самое позднее в 499 году или, возможно, вскоре после смерти Эйриха в 484 году, и был возвращён вестготам во время междоусобной войны 500 года. В свою очередь, историк Жюстен Фавро, не упоминая о предыдущем завоевании города бургундами, сообщал, что весной 500 года, когда Гундобад просил помощи у ведшего тогда же войну с франками Алариха II, город уже находился под контролем вестготов, так как в том году Гундобад направил знатного человека по имени Аридий в Арль, где со своим двором находился король Аларих II.
Вскоре после бургундо-франкского примирения, состоявшегося, вероятно, весной 501 или 502 года при встрече королей Гундобада и Хлодвига I вблизи пограничной реки Ла-Кур, франки так же попытались расширить свои владения до побережья Средиземного моря. Вскоре после этого и незадолго до смерти в августе 501 или 502 года епископа Арля Эоний, сын Хлодвига, принц Теодорих, одержал победу при Ниме, а затем сражался около Арля и на равнине у современного Бельгара. Тем не менее, эти военные действия были мало успешны, и когда Аларих II выступил с войском в Прованс, франки были вынуждены отступить в своё королевство. Поражение франков и бургундов нашло отражение в завещании Эония, в котором сообщалось, что епископ «получил обещание, что его желания будут выполнены и что всё его имущество будет предназначено для выкупа пленников».

### Осада Арля

#### Вторжение франков в Аквитанию
В 506 или 507 году король остготов Теодорих Великий, обеспокоенный притязаниями франков на бывшую Римскую Галлию, угрожавшими безопасности его собственных владений, предпринял попытку примирить Хлодвига I и короля вестготов Алариха II. Он всё ещё считал, что добился в этом успеха, когда до него дошли известия о гибели короля вестготов в битве при Вуйе и полной дезорганизации вестготских сил в Галлии. Эти события положили конец существованию так называемого Тулузского королевства вестготов.

#### Начало осады

План Арля. В вестготский период поселение занимало небольшую часть северных и юго-западных районов центра современного города

Франки и их союзники бургунды воспользовались поражением вестготов: Аквитания быстро перешла в руки Хлодвига I, в то время как бургунды, преодолев Дюранс и Рону, захватили Септиманию. Затем, как и в 501/502 году, эти два народа пытались захватить Прованс и взять штурмом Арль. Вероятно, с осени 507 года, на обратном пути из Септимании, город был осаждён объединённым войском франков и бургундов, усиленным мобилизованными отрядами местных поселенцев. Однако, вместо того чтобы сдаться захватчикам, арльцы выступили на защиту своего города, защищаясь от их атак самым решительным образом.
Неизвестно, участвовал ли лично Хлодвиг I в этих событиях. Григорий Турский не упоминает об этой осаде, сообщая лишь то, что войско франков было отправлено к границам с королевством бургундов. Однако, если Хлодвиг и присутствовал здесь, то это могло продолжаться не далее начала 508 года, то есть до момента, когда он, захватив сокровища вестготской королевской казны в Тулузе и Бордо, возвратился в Париж.

#### Обвинение епископа Цезария в измене
О внутригородских событиях времён осады Арля известно из жития бывшего тогда здешним епископом святого Цезария.
Согласно этому источнику, вскоре после начала осады Арля, в то время как франки и бургунды готовились к взятию города, бегство молодого клирика, родственника епископа Цезария и, по предположению вестготов, его посланника, навлекли на прелата подозрения в измене. Предъявленные епископу обвинения тем более казались не беспочвенными, что Цезарий, по происхождению бургунд, ещё в 505 году был вынужден оправдываться в Бордо перед королём Аларихом II от обвинений в симпатиях к своим единоплеменникам. Арестованный в собственном доме, епископ был насильно посажен в лодку. Ночью его попытались отвести в находившееся к северу от города укрепление Ugernum (современный Бокер), но контроль берегов врагом помешал епископу и сопровождавшим его персонам на берег. В результате они были вынуждены возвратиться в Арль, где Цезарий был заключён под стражу в своём доме.
Цезарий оставался там некоторое время, до открытия реального анти-вестготского заговора: один из арльских евреев сбросил со стены осаждавшим записку, в которой обещал сдать им город в месте, которое охраняли его единоверцы при условии, что евреи не пострадают при взятии города. После раскрытия заговора оправданный от всех обвинений епископ был незамедлительно освобождён. Вероятно, что этим актом вестготы намеревались добиться полной поддержки влиятельной в осаждённом городе христианской общины.

#### Снятие осады

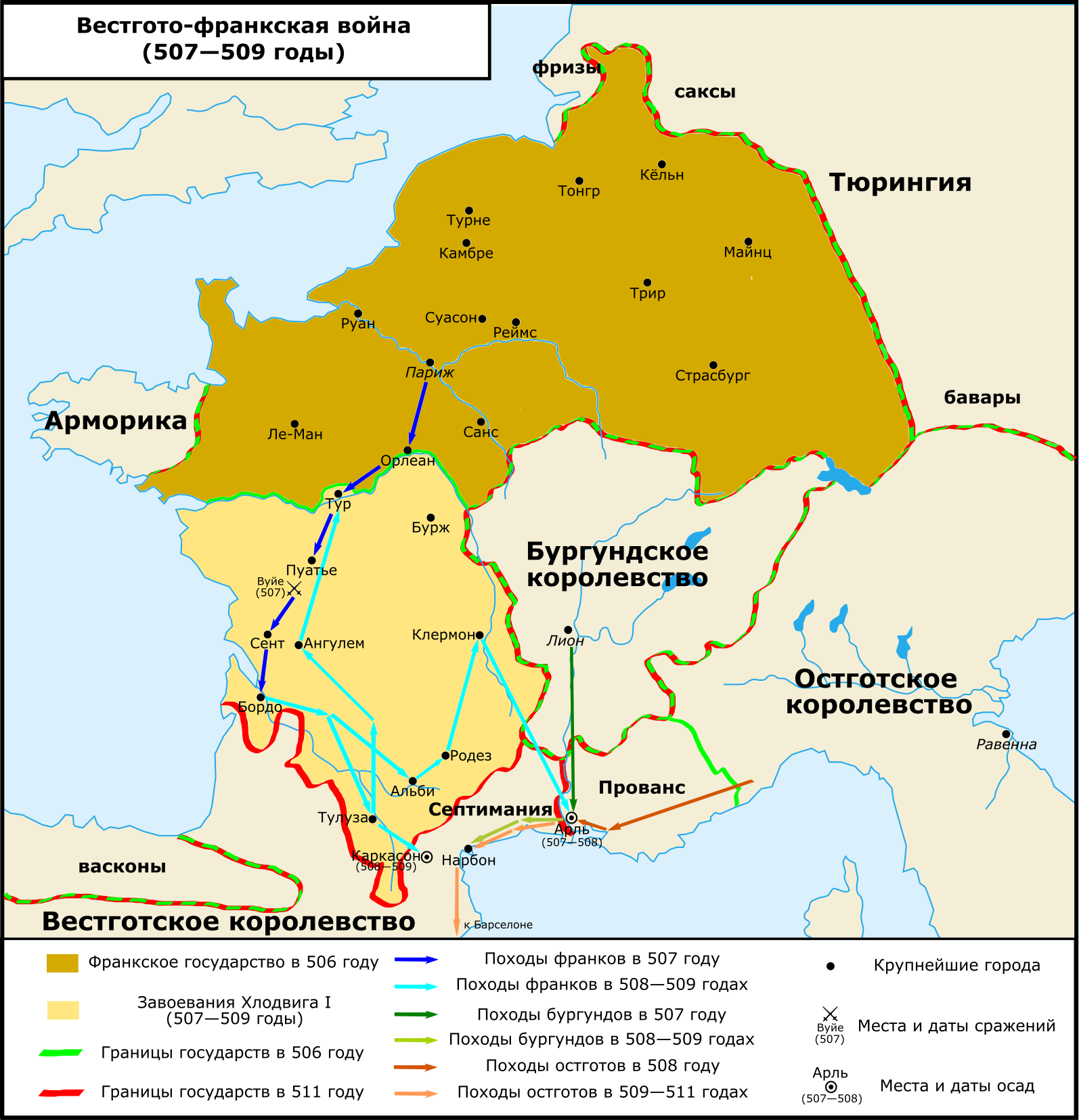
Вестгото-франкская война (507—509)

Осада, начатая в конце 507 года, продолжалась несколько месяцев. Сопротивление Арля, главным образом, обуславливалось большой численностью его гарнизона и, по словам короля Теодориха Великого, смелостью и верностью его жителей. Арльцы сопротивлялись таким образом до конца лета 508 года, ожидая помощи от остготов. Однако только 24 июня 508 года Теодорих Великий издал указ о созыве войска, которое должно было выступить в поход в Прованс. Задержка с оказанием помощи вестготам, вероятно, была вызвана как быстротой, с которой франки смогли нанести поражение вестготам, так и антиостготскими действиями военного флота византийского императора Анастасия I, ещё одного союзника короля Хлодвига I.
Прибывшие, вероятно, в августе или осенью в окрестности Арля остготы во главе с герцогом Иббой атаковали с севера на левом берегу Роны франко-бургундское войско, располагавшееся на обоих берегах реки. Нападение подчинённого Иббе Тулуина позволило остготам пробиться на правый берег и после ожесточённых боёв взять под контроль единственный в этом месте мост через реку, который соединял город с островом Камарг. Войско франков и бургундов, сняв осаду, укрепилось в своём лагере, но атакованное здесь остготами, потерпело тяжёлое поражение, потеряв, по словам Иордана, убитыми около 30 000 человек. После этой победы остготы вошли в освобождённый от осады Арль, ведя с собой «огромное число» пленных, которые заполнили все базилики и даже дом епископа. Сохранилось свидетельство, что Цезарий, как и его родственник и предшественник епископ Эон в 501 или 502 году, расплавил золотую и серебряную церковную утварь, чтобы выкупить пленников.

### Последствия осады

#### Разрушенная страна
С начала осады окрестности Арля были полностью разорены, в том числе, был разрушен уже почти полностью построенный монастырь, который Цезарий возводил для своей сестры Цезарии. Это здание, расположенное вне стен Арля, вероятно, к юго-востоку от города вблизи Алискампа, стало одним из первых мест «посещённых яростью захватчиков», которые не оставили там ничего, кроме руин.
Среди других последствий осады — голод, охвативший Арль. Вероятно, что в конце лета 507 года у арльцев было время запастись провизией, но после почти годичной осады продовольствие начало уже подходить к концу. Эта нехватка была усугублена тем, что в 508 году не было произведено сбора продовольствия для снабжения им горожан. Магн Аврелий Кассиодор в одном из писем от имени Теодориха Великого сообщал о помощи правителя вестготов, но другие авторы сообщают о помощи королей Гундобада и Сигизмунда, направивших епископу Цезарию три корабля с провизией в благодарность за выкуп тем пленных бургундов.

#### Временная остановка наступления франков и бургундов
Вмешательство остготов в Провансе и Септимании заставило франков и бургундов удалиться, а присутствие остготского войска, направленного в помощь вестготам, предотвращало в дальнейшем любую новую попытку вмешательства соседей в дела Прованса. Этот период спокойствия, продлившийся для прованских земель до середины 530-х годов, получил у историков название «Pax ostgothica».

#### Арль: политическое и церковное восстановление
После освобождения Арля остготским герцогом Иббой осенью 508 года, Теодорих Великий взял на себя снабжение жителей, финансирование восстановления городских укреплений. Он объявил жителей находящимися под его защитой, о чём упоминается в одном из писем, сохранившемся в коллекции Магна Аврелия Кассиодора. Для учредителя остготской монархии, его правление — продолжение существования Римской империи и жители Арля должны были рассматриваться с точки зрения этого монарха не как завоёванный народ, а как освобождённый. Это мнение, вероятно, соответствовало и чаяниям арльцев, которые уже в 476 году направляли посланцев в Константинополь, чтобы испросить согласия на оставление города под властью императора.
После разгрома франков и бургундов король Теодорих Великий присоединил Прованс к своим владениям. Не позднее 510 года Теодорихом была восстановлена Галльская префектура, а Арль стал резиденцией остготского наместника Галлии («vicarius Galliarum») по имени Гемелл. Известно о нескольких знатных арльцах, ставшими видными сановниками остготского королевского двора. Один из них, Флавий Аркадий Плацид Магн Феликс, получил честь быть назначенным консулом в 511 году. Два племянника Магна Феликса Эннодия, Лупицин и Парфений, были допущены в школы Рима, где обучались те, кого Теодорих Великий предназначал для занятия в будущем государственных должностей. Второй из них обучался затем при королевском дворе в Равенне, а позднее был направлен в качестве чиновника в Прованс. В период 508—536 годов основной опорой короля остготов в Провансе были два местных уроженца — епископ Цезарий Арльский и новый префект претория Галлий (præfectus prætorio galliarum) Либерий.
Впервые с момента взятия Арля Эйрихом в 476 году местной епархии было дозволено восстановить свою юрисдикцию над своими суффраганами. Тем не менее, и при остготах епископ Цезарий не избежал подозрений в симпатиях к бургундам и франкам и в 513 году в Равенне он был вынужден оправдываться от этих обвинений перед Теодорихом Великим. Вероятно, что король по политическим причинам не захотел делать из арльского прелата мученика и снова разжигать конфликт между арианами и никейцами. Оправданный епископ Арля отправился затем в Рим, где получил от папы Симмаха право носить паллий, а в июне 514 года был назначен папой римским «апостолическим викарием в Галлии и в Испании».